# Azerbejdżan na Mistrzostwach Europy w Lekkoatletyce 2016
Azerbejdżan na Mistrzostwach Europy w Lekkoatletyce 2016 – reprezentacja Azerbejdżanu podczas Mistrzostw Europy w Amsterdamie liczyła 5 zawodników (3 mężczyzn i 2 kobiety).

## Występy reprezentantów Azerbejdżanu

### Mężczyźni

#### Konkurencje biegowe
| Zawodnik        | Konkurencja    | Eliminacje | Eliminacje | Półfinał | Półfinał | Finał    | Finał |
| Zawodnik        | Konkurencja    | Rezultat   | Poz.       | Rezultat | Poz.     | Rezultat | Poz.  |
| --------------- | -------------- | ---------- | ---------- | -------- | -------- | -------- | ----- |
| Hayle İbrahimov | Bieg na 5000 m | —          | —          | —        | —        | 13:42.20 | 6.    |
| Evans Chebet    | Półmaraton     | —          | —          | —        | —        | 1:05:01  | 19.   |

#### Konkurencje techniczne
| Zawodnik      | Konkurencja | Eliminacje | Eliminacje | Finał    | Finał   |
| Zawodnik      | Konkurencja | Rezultat   | Pozycja    | Rezultat | Pozycja |
| ------------- | ----------- | ---------- | ---------- | -------- | ------- |
| Nazim Babayev | Trójskok    | 16.06      | 23.        | NQ       | NQ      |

### Kobiety

#### Konkurencje biegowe
| Zawodniczka         | Konkurencja   | Eliminacje | Eliminacje | Półfinał | Półfinał | Finał    | Finał |
| Zawodniczka         | Konkurencja   | Rezultat   | Poz.       | Rezultat | Poz.     | Rezultat | Poz.  |
| ------------------- | ------------- | ---------- | ---------- | -------- | -------- | -------- | ----- |
| Anastasiya Komarova | Bieg na 800 m | 2:04.60    | 19. q      | 2:03.32  | 20.      | NQ       | NQ    |

#### Konkurencje techniczne
| Zawodniczka  | Konkurencja | Eliminacje | Eliminacje | Finał    | Finał   |
| Zawodniczka  | Konkurencja | Rezultat   | Pozycja    | Rezultat | Pozycja |
| ------------ | ----------- | ---------- | ---------- | -------- | ------- |
| Hanna Skydan | Rzut młotem | 70.41      | 3. Q       | 73.83    |         |